# Bent Blach Petersen
Bent Blach Petersen (28. september 1924 - 1. januar 1984) var en dansk roer fra Aarhus.
Petersen deltog ved OL 1952 i Helsinki, hvor han sammen med Niels Kristensen, Ove Nielsen, Peter Hansen og styrmand Ejvind Christensen udgjorde den danske firer med styrmand. Danskerne sluttede på tredjepladsen i det indledende heat, hvor man blev besejret af de senere bronzevindere fra USA samt Storbritannien. Herefter vandt danskerne et opsamlingsheat, inden de slutteligt kom ind på sidstepladsen i sit semifinaleheat mod Storbritannien og Norge, hvilket betød at man var ude af konkurrencen.
Petersen vandt desuden en EM-guldmedalje i firer med styrmand ved EM 1950 i Milano og en bronzemedalje i samme disciplin ved EM 1949 i Amsterdam.